# インサイド・ヘッド
『インサイド・ヘッド』（原題：Inside Out）は、2015年公開のアメリカ合衆国のコンピュータアニメーション3D映画。アメリカ合衆国では2015年6月19日、日本では2015年7月18日に公開された。同時上映は「南の島のラブソング」。キャッチコピーは「これは、あなたの物語―」。

## 概要
人間の少女の頭の中を舞台に、そこに住む「喜び」「悲しみ」「怒り」「嫌悪」「恐れ」の5つの「感情」を題材としており、擬人化されたそれらのキャラクターを主人公に据え、彼らが少女を幸せにすべく奮闘する様子が描かれている。
ピクサーの長編映画第1作である『トイ・ストーリー』の全米公開から20年後にあたる2015年に本作が公開されたため、「ピクサー長編アニメーション20周年記念作品」とされている。またピクサーの長編映画が日本で7月に公開されたのは2013年公開の「モンスターズ・ユニバーシティ」以来2年ぶりとなる。
ちなみに、原題の"Inside Out"は「裏返し」という意味である。

## あらすじ
アメリカのミネソタ州にライリー・アンダーセンという女の子が生まれた。それと同時にライリーの頭の中には、ヨロコビという感情と、少し遅れてカナシミという感情が生まれた。
やがてライリーの成長と共に、曲がったことが嫌いなイカリ、嫌なものを遠ざけるムカムカ、心と体の安全を守るビビリという感情も生まれる。彼ら5つの感情はヨロコビをリーダーとして、ライリーの頭の中にある「司令部」で彼女の人生を幸せにするために日々奮闘している。それによってライリーにできた思い出は、黄色（ヨロコビ）青（カナシミ）赤（イカリ）緑（ムカムカ）紫（ビビリ）のいずれか1色に色分けされた「思い出ボール」となリ、ライリーの脳内にある「長期記憶の保管場所」に保存される。なかでもライリーの人生にとって重要な意味をもつ5つの思い出は、すべてヨロコビの黄色をした「特別な思い出」となり、「長期記憶の保管場所」ではなく司令部の中に保管される。そして「特別な思い出」が、「ホッケーの島」「おふざけの島」「友情の島」「正直の島」そして「家族の島」という性格の島を脳内に製造することで、アイスホッケーと友達と家族が大好きな陽気で正直な少女というライリーの性格を作り上げている。そんな中、ライリーを悲しませることしかできないカナシミだけは役に立った試しがなく、その役割は大きな謎に包まれていた。
ある日、11歳になったライリーは生まれ育ったミネソタの田舎町を離れ、父親の起業のために慣れない大都会サンフランシスコへ引っ越す。しかし、新居が狭くて薄暗かったり、引越トラックが当日に来なかったりと初日からトラブルが続き、司令部の感情たちも愚痴りまくって混乱に陥る。中でもカナシミは、過去にできたヨロコビの思い出を触っただけでカナシミの青色にしてしまうなどたびたびトラブルを起こす。懸念したヨロコビはカナシミにマニュアル読みを強いるなど仕事をさせないようにし、なんとか自分がライリーを幸せにしようと強く決意するのだった。
翌日は登校初日。ライリーがヨロコビの思い出を回想しながらクラスで自己紹介をしていると、カナシミがその「思い出ボール」に触ったことで、突如ライリーが泣き出してしまう。そのうえ、初めてカナシミの青色をした「特別な思い出」が製造され、ライリーに新しい性格を作ろうとした。それを阻害しようとしたヨロコビと、引き留めようとしたカナシミが揉め合ってるうちに「特別な思い出」が散らばり、「長期記憶の保管場所」へ向かうチューブに吸い込まれる。さらにチューブは、ヨロコビとカナシミまでも一緒に吸い込んでしまった。深い谷のような「記憶のゴミ捨て場」で司令部と隔てられ、迷路のように複雑な「長期記憶の保管場所」へ飛ばされてしまったヨロコビとカナシミは、そこをくぐり抜けて「性格の島」から司令部へ帰ろうとする。
司令部は残りの3人、イカリとムカムカとビビリに委ねられるが、新しい学校のことを尋ねる両親におびえたり反抗したりと上手くライリーの感情をコントロール出来ない。結果、父に厳しく叱られ家族との関係が崩れてしまう。この一連のトラブルにより「おふざけの島」が崩壊してしまい、ライリーは冗談を言わなくなってしまう。ヨロコビとカナシミは遠回りを強いられ「友情の島」を通ろうとするが、ミネソタでの親友メグに新しい友達ができたと知ったライリーがカッとなった瞬間、「友情の島」まで崩れ落ちてしまった。
そんな中、2人は猫や象を組み合わせたようなビンボンと出会う。ビンボンはライリーの空想の友達であり、幼少時代は毎日のようにビンボンの姿を思い浮かべて遊んでいた。中でも手作りのロケットに乗って月へ飛んでいく遊びがお気に入りであったが、最近ではすっかり思い出してくれなくなったことにビンボンは落ち込んでいた。それを知ったヨロコビは、司令部への道を教えてくれたらライリーにビンボンのことを思い出させると約束する。それを聞いたビンボンは大喜びし、まるで遊園地のようなイマジネーションランドへ案内する。この中に司令部へ向かう「考えの列車」の駅があるのだが、そこではライリーの成長に合わせて次々と空想の産物が解体され、谷のような「記憶のゴミ捨て場」へ落とされていた。月へ飛んでいくロケットもゴミ捨て場に捨てられてしまい、ビンボンはその光景を見て落ち込む。
ヨロコビは冗談を言ってビンボンを元気づけようとするがまったく効果がない。しかしカナシミがビンボンの隣に腰掛けて話をじっくりと聞くと、ビンボンは飴玉でできた涙を流したあと元気を出す。そのおかげで考えの列車に乗ることが出来たが、ライリーが眠ってしまったことで列車は止まってしまう。一行はライリーに怖い夢を見せることで起こすことにし、紆余曲折の末に成功する。その傍ら、ライリーは前日に行われたアイスホッケーチームの入団テストで満足にプレイ出来ず「ホッケーの島」まで崩壊していた。それを見たイカリは「幸せな思い出は全てミネソタで作られたものだった」とライリーに家出をけしかけるが、ライリーはミネソタ行きの高速バスの切符を買うために母親のクレジットカードを財布から抜き取り、「正直の島」まで崩壊する。その影響で列車が脱線して司令部に着けず、再び長期記憶の保管場所へ戻る。そして、最後の「家族の島」も崩壊し、ヨロコビとビンボンはカナシミを残し、脱出不可能とされるゴミ捨て場へ落ちてしまう。感情の島が全て消えたのを見た司令部の3人はライリーの家出を止めようとするが、ライリーは既にバスに乗り、一切の感情を感じなくなっていた。
ヨロコビが絶望に暮れながら手元の特別な思い出を眺めていると、ある思い出に悲しみと喜びが混じっていることに気付く。それは、ライリーが試合で負けて気を落としているところをみんなに励ましてもらったという記憶。カナシミの重要性に気づき、絶対に脱出することを決心したヨロコビは、捨てられたビンボンのロケットで脱出するが、自分が足を引っ張っていると気がついたビンボンは一人ゴミ捨て場で消えることを選ぶ。ヨロコビはカナシミを探し出し、2人は遂に司令部に辿り着き、カナシミに司令を任せると、ライリーに悲しみという感情が生まれ、バスが高速道路に入る寸前で降りる決断をさせることに成功した。そして家族と再会し、「本当はミネソタが好き」「前の家に帰りたい」と涙ながらに自分の本心を打ち明けたライリーに喜びと悲しみが混じった思い出が生まれ、その思い出ボールが全ての感情の島を復活させる。
その後司令部では複雑な感情も制御出来るようになり、「ケンカするほど仲がいい」「先輩への叶わぬ片想い」など、様々な感情が交じった思い出が増えて行く。ライリーも元に戻り、サンフランシスコで幸せな暮らしを送るのだった。

## 登場人物

### ライリーの頭の中

#### ライリーの感情たち
ヨロコビ (Joy)
本作の主人公。ハッピーな気持ちにさせることが役割で、ライリーの感情を主導するポジションにある。ポジティブでハイテンションかつ、いつも明るい、感情たちのムードメーカー。特技は面白い遊びを思いつくこと。
常にライリーを幸せにするために楽観的で、非常に前向きな存在だが、何事も前向きに考えすぎて合理性や柔軟性がなく、空気が読めないのが欠点。ただ本当に無理を感じたときには弱音を吐くこともある。ライリーを悲しませることしか出来ないカナシミを心配して、思い出ボールに触れさせないように対処していたが、後に悲しいことはなんなのか、本当の幸せとはなんなのかを自ら気づくようになる。
薄橙色の女性で、大きな青い目とブルーの髪をしており、黄緑のノースリーブのワンピースを着用している。また暗所でも常に体が光っている。一人称は「わたし」。
カナシミ (Sadness)
本作のもう一人の主人公。感情たちの中で最もネガティブな存在だが、一方で感情たちの中で一番、感情に関する知識も持っている。
常に悲観的でヨロコビのアイデアをことごとく否定し、憂鬱な時間を過ごす。思い出ボールに触れただけで、悲しい思い出にさせてしまうことにコンプレックスを抱いている。本当はポジティブになりたいが、どうしてもなれないマイナス思考で、時に自分のネガティブな発言に落ち込んでしまうこともある。それなりにヨロコビのようにライリーの幸せを想っていて、慰めてあげている。特技はみんなを盛り下げること。
青い女性で、青い目とブルーの髪をしており、白いセーター、丸眼鏡を着用している。一人称は「あたし」。
イカリ (Anger)
怒りを爆発させることが役割のキャラクターで、売られたケンカは必ず買う性格で、一度キレると止められなくなる。怒りっぽく、偉そうな態度を取るが、その代わり、自分にも厳しい潔さをもっている。
他の感情たちが頑張っても満足せず、怒りを持って表現するサディストで、怒りが爆発すると頭が燃える。ただし、それがやりすぎでライリーに不安を起こしてしまうこともある。
ムカムカの挑発によって、戻ってきたヨロコビとカナシミを引き上げるきっかけになる。
真っ赤な四角い形状の顔に赤い目の男性で、白シャツとネクタイ、黒いスーツのズボンを着用している。一人称は「俺」。
ムカムカ (Disgust)
嫌なことを遠ざけるのが役割のキャラクター。せっかちで過保護な性格で、姉貴的立ち位置。ふてぶてしい態度で他力本願な一面があり、すぐに感情を損ねてしまう。ライリーを家出させようとするイカリの意見を仕方なく賛成にするも、性格の島が崩れる事を動揺する。
緑色の女性で、緑の目と緑の髪をしており、緑色のドレスとピンクのスカーフを着用しており、服からも分かるようにセレブ気質である。一人称は「あたし」。
ビビリ (Fear)
危険や恐怖から身を守ることが役割のキャラクター。ライリーを守ろうとするばかりにいつも怖がりだが、裏を返せば慎重性の高さともいえる。特技は「今日のキケン度予測」で、危険や災難を予想、察知する能力は飛び抜けている。ただ、日常のほとんどの出来事を危険だと感じていたり、いつも隕石の落下を恐れてたり、少しやりすぎな一面も見せる。夢の監視も(ヨロコビとカナシミが司令部にいない時)担っている。
その一方で平和主義者で、ライリーが両親としっかり対話することを望んでいる。
細長い紫色の男性で、黒いズボンと白いシャツの上にチェック柄のベストと赤紫の蝶ネクタイを着用している。一人称は「僕」。
これらはライリーだけでなく他の人物たちも有している。統率・調和がとれる、一つの感情が支配する、無感動で心が働いていないなどの個体差がある。

#### その他
ビンボン (Bing Bong)
ライリーが3歳の頃に作り上げた空想上の友達（イマジナリーフレンド）であり、放浪中のヨロコビとカナシミを手助けする。
ピンク色でゾウのような鼻を持っているが、綿菓子のような毛並みで、ネコの尻尾、イルカの鳴き声、などライリーが幼少期に好きだった動物が組み合わさった外見をしている。涙はキャラメル味のキャンディー。
レインボーユニコーン
ライリーの頭の中にあるドリーム・プロダクションに住む謎のキャラクター。夢の住人であり、ヨロコビが大ファンで、憧れている存在でもある。
白いボディに名前の通り虹色のたてがみが特徴のユニコーン。無愛想。
理想のボーイフレンド
ライリーの頭の中にある機械によって生み出された。ライリーを深く愛するハンサムな少年。歯の浮くようなセリフを吐き、ヨロコビたちを白けさせたが、司令部帰還のためにヨロコビに使われる。
記憶消し
長期記憶の保管場所にいる作業員で、劇中では男性と女性の2人が登場する。青緑色のゼリービーンズのような格好をしている。
自分たちの判断で取捨選択しており、「携帯番号はスマホにはいっているからいらない」「大統領はワシントンとリンカーンとふとっちょだけでいい」と次々と色が褪せた思い出ボールを捨てて行く。一方で、自分たちが好きだからと「ガムのCM曲」は残しており、勝手なタイミングで司令部にそのボールを送り続けるなど自分勝手な面もある。
夢の出演者・夢監督
ライリーの1日の最悪の出来事を面白がり、夢の制作スタジオの中でライリーに悪夢を見させようと企む。夢の制作スタジオに潜り込んでしまったヨロコビ、カナシミ、ビンボンは夢監督に警備員を呼ばれ「あの連中は、この夢の出演者じゃない！つまみだしてちょうだい」と言われる。
潜在意識の守衛（警備員）
巨大な倉庫のような潜在意識の保管場所を警備する。
ジャングルズ (Jangles the Clown)
本作のディズニー・ヴィランズ。ライリーの悪夢に登場した巨大なピエロ。普段は潜在意識の保管場所の中に住んでおり、そこにビンボンが閉じ込められた際には、彼の涙（キャンディー）を目当てに風船で出来た檻に閉じ込める。ヨロコビ、カナシミ、ビンボンがジャングルズを誘き寄せて最初に夢スクリーンの悪夢セットを破壊する。
イマジネーションランドの作業員達
オレンジ色の身体をしている。
列車の作業員
長期記憶の保管場所と司令部を結ぶ「考えの列車」を運行する作業員達。ライリーが眠ると休憩時間になる。
フリッツ
終盤で司令部を修理していた作業員。

### 人間
ライリー・アンダーセン (Riley Andersen)
11歳の少女。彼女の頭の中が本作の舞台となる。金髪で青い目をしている。家族と親友のメグを愛する優しく活発な少女だが、内面は寂しがり屋。住み慣れた自然に囲まれたミネソタから都会のサンフランシスコに引っ越すこととなり、感情的に不安定となる。
アイスホッケーが大好きで、ミネソタではチームに所属していた。
ライリーの両親
ライリーのことを心から愛している優しい両親。一緒に、アイスホッケーをしたり、サルのものまねをするなどふざけたりしてくれるが、多忙から娘の心の変化にまで気づかない所がある。
パパ (Mr. Bill Andersen)
茶髪で、口ひげが生えている。頭の中ではイカリがリーダーを務めている。短編アニメーション『ライリーの初デート?』では、バンドをやっていた過去が明かされた。
ママ (Mrs. Jill Andersen)
ライリーの母親。茶髪で、眼鏡をかけている。頭の中ではカナシミがリーダーを務めている。
メグ (Meg)
ミネソタでのライリーの親友。ライリーの転校直後に、新しい気の合う友だちができてしまう。
先生
転入先のライリーの担任。眼鏡をかけたボブカットの女教師。表面上は優しいが教師としての熱意は低い。
おしゃれ女子
転入先のクラスメイト。髪にメッシュを入れ、片耳にだけピアスを開けている。常にクールに振舞うが内面は自信喪失気味。
イケメンパイロット
過去にライリーのママと交際していたブラジル人のパイロット。ママの感情たちも思い出しては恍惚にひたることがある。現在はライリーの担任と付き合っていることがエンドロールで明かされた。
ジョーダン
ライリーに落としたボトルを渡されたことで頭の中では「女の子、女の子」のアラートが鳴りまくり、ジョーダンの感情たち全員がパニックを起こして本人はフリーズしてしまう。頭の中ではビビリがリーダーを務めている。
終盤のみの登場なため、本編では名前は出てこず、『ライリーの初デート?』にて名前が判明する。

### ライリー以外のキャラクターの感情
ライリーのパパの感情たち
全員がひげを生やしており、Yシャツとネクタイを着用している。イカリが中心的存在であり、ビビリが補佐を行っている。
ライリーのママの感情たち
全員眼鏡をかけており、髪型はショートカット。カナシミが中心である。
先生の感情たち
エンドロールにて登場。全員眼鏡をかけており、髪型はアフロヘアー。ヨロコビが中心である。
ピザ屋の店員の感情たち
エンドロールにて登場。全員司令部で寝転がっており、ムカムカが中心ではあるもののほとんど活動していない。
おしゃれ女子の感情たち
エンドロールにて登場。全員今風のファッションに身を包んでいるが常に怯えている。ビビリが中心であり、イカリが補佐に当たっているものの、統率されているとは言い難い。他の感情はあまり活動していない模様。
ジャングルズの感情たち
エンドロールにて登場。全員ピエロの格好をしている。ヨロコビが中心である。
バスの運転手の感情たち
エンドロールにて登場。全員イカリと同様の形をしており、イカリ以外の感情も全員短気。イカリが中心である。
犬の感情たち
エンドロールにて登場。全員犬の外見をしている。ヨロコビが中心である。
猫の感情たち
エンドロールにて登場。全員猫の外見をしており、勝手気ままに行動している。中心の感情は不明だが、ビビリがコンソールを踏んだことで怯えて逃げている。

## 用語
司令部
ヨロコビたち感情が住む場所。高い塔の上にある。
思い出ボール
ライリーの思い出の誕生と共に生まれ、それらが描かれたボール。思い出に合わせて、それぞれ感情たちの色になっている。
特別な思い出ボール
ライリーの人生にとって重要な意味がある出来事があった際に誕生し、それらが描かれた思い出ボール。
性格の島
特別な思い出とライトラインで繋がっている5つの島々。「ホッケーの島」「おふざけの島」「家族の島」「友情の島」「正直の島」があり、それぞれ特別な思い出に合わせて作られている。この性格の島がライリーの性格を作っている。
考えの列車
ライリーの頭の中を走っている列車。ヨロコビやカナシミが司令部に帰るために乗る。
記憶のゴミ捨て場
古くなった思い出ボールを捨てる薄暗い谷。ここに捨てられた思い出は、完全にライリーから忘れられる。
長期記憶の保管場所
思い出ボールが収納されている棚。また、それらが陳列し迷路のようになった場所。ライリーの頭の中の大部分を占めている。

## 声の出演
| 役名                                 | 役名                                 | 原語版                     | 日本語吹替版                                                      |
| ------------------------------------ | ------------------------------------ | -------------------------- | ----------------------------------------------------------------- |
| ヨロコビ                             | ヨロコビ                             | エイミー・ポーラー         | 竹内結子                                                          |
| カナシミ                             | カナシミ                             | フィリス・スミス           | 大竹しのぶ                                                        |
| イカリ                               | イカリ                               | ルイス・ブラック           | 浦山迅                                                            |
| ムカムカ                             | ムカムカ                             | ミンディ・カリング         | 小松由佳                                                          |
| ビビリ                               | ビビリ                               | ビル・ヘイダー             | 落合弘治                                                          |
| ビンボン                             | ビンボン                             | リチャード・カインド       | 佐藤二朗                                                          |
| ライリー・アンダーセン               | 11歳                                 | ケイトリン・ディアス       | 伊集院茉衣                                                        |
| ライリー・アンダーセン               | 幼少                                 | ローラ・クーリー           | 鎌田英怜奈                                                        |
| ライリーのパパ                       | ライリーのパパ                       | カイル・マクラクラン       | 花輪英司                                                          |
| ライリーのママ                       | ライリーのママ                       | ダイアン・レイン           | 田中敦子                                                          |
| 記憶消し(長期記憶)                   | 女性                                 | ポーラ・パウンドストーン   | 品田美穂                                                          |
| 記憶消し(長期記憶)                   | 男性                                 | ボビー・モイニハン         | 後藤光祐                                                          |
| ジャングルズ                         | ジャングルズ                         | ジョシュ・クーリー         | 宮本崇弘                                                          |
| パパのイカリ                         | パパのイカリ                         | ピート・ドクター           | 間宮康弘                                                          |
| ママのカナシミ                       | ママのカナシミ                       | ロリ・アラン               | さとうあい                                                        |
| ママのイカリ                         | ママのイカリ                         | ポーラ・ベル               | 定岡小百合                                                        |
| 夢監督                               | 夢監督                               | ポーラ・ベル               | 小宮和枝                                                          |
| ママのヨロコビ                       | ママのヨロコビ                       | シェリー・リン             | 長尾明希                                                          |
| パパのビビリ                         | パパのビビリ                         | カルロス・アラズラキ       | 及川ナオキ                                                        |
| イケメンパイロット                   | イケメンパイロット                   | カルロス・アラズラキ       | 滝知史                                                            |
| メグ                                 | メグ                                 | パリス・ヴァン・ダイク     | 菊地心寧                                                          |
| 先生                                 | 先生                                 | ダウン・ルイス             | 沢田泉                                                            |
| 潜在意識の守衛                       | デイヴ                               | フランク・オズ             | 辻親八                                                            |
| 潜在意識の守衛                       | フランク                             | デーヴ・ゲルツ             | 仲野裕                                                            |
| フリッツ                             | フリッツ                             | ジョン・ラッツェンバーガー | 立木文彦                                                          |
| 雲の街の警官                         | 雲の街の警官                         | フリー                     | あべそういち 臼木健士朗                                           |
| おしゃれ女子の感情たち、ママのビビリ | おしゃれ女子の感情たち、ママのビビリ | ラシダ・ジョーンズ         | 野一祐子                                                          |
| ネズミ                               | ネズミ                               | ロニー・デル・カルメン     | 小島敬介                                                          |
| 幼いメグ                             | 幼いメグ                             |                            | 大滝りお                                                          |
| ママのムカムカ                       | ママのムカムカ                       |                            | 小林希唯                                                          |
| 空想のボーイフレンド                 | 空想のボーイフレンド                 |                            | 川島得愛                                                          |
| ピザ                                 | ピザ                                 |                            | 松島昭浩 細谷カズヨシ                                             |
| スカーフの子                         | スカーフの子                         |                            | 長谷美希                                                          |
| 夢の生徒                             | 夢の生徒                             |                            | 土師亜文 矢野亜沙美                                               |
| 交差路の作業員                       | 交差路の作業員                       |                            | 田中里和                                                          |
| 男性歌手                             | 男性歌手                             |                            | 石原慎一                                                          |
| 女性歌手                             | 女性歌手                             |                            | 大木理紗                                                          |
| ジョーダン                           | ジョーダン                           |                            | 堀川恭司                                                          |
| 列車の作業員                         | 列車の作業員                         |                            | 石田明（NON STYLE） ガリガリガリクソン 岩橋良昌（プラスマイナス） |

### 日本語吹き替え版スタッフ
- 翻訳：いずみつかさ
- 翻訳監修：ジェームズ・ハバート
- 演出：向山宏志
- 音楽演出：市之瀬洋一
- 日本語版制作：スタジオ・エコー

## 主題歌
日本語版主題歌
DREAMS COME TRUE「愛しのライリー」
作詞：吉田美和、作曲：中村正人、編曲：DREAMS COME TRUE（DCT records / ユニバーサルシグマ）

## 製作
2009年8月、監督のピート・ドクターが共同監督のロニー・デル・カルメンとプロデューサーのジョナス・リヴェラと2日間かけ、映画のアイディアを話したという。ドクターは同年10月にジョン・ラセターにゴーサインをもらい、2010年に本格的に映画製作が始動した。スタッフは製作始動時の2010年はたった8人だったが、最終的に2014年には207人まで増えた。
製作期間は約5年で、8〜9本の長編映画ができるくらいの脚本を作り、試行錯誤を重ねながら脚本を練り上げていったという。ドクターは、自身の娘の成長や感情の変化に戸惑う気持ちが本作を作るきっかけになったと話している。また、映画を作るために8〜10人の神経科学者たちと意見を交わしたという。
5つの感情をつかさどるキャラクターのうち、キャラクターが完成した順番は、1番目がヨロコビ、2番目がビビリ、3番目がカナシミ、4番目がイカリ、最後がムカムカで、ビビリが2番目の理由はビビリとヨロコビを主人公に予定していたときがあったためである（最終的な脚本では、ヨロコビとカナシミが主軸となって物語が進行している）。ヨロコビのデザインは、妖精や体操選手、オードリー・ヘプバーンを参考に作られた。

## 公開
1億7500万ドルの製作費に対して、2015年10月11日時点で、全世界で8億1880万ドル（うち北米で3億5540万ドル）の興行収入を記録した。

## 受賞
| 年     | 映画賞                                    | 賞                                                 | 結果       |
| ------ | ----------------------------------------- | -------------------------------------------------- | ---------- |
| 2015年 | ナショナル・ボード・オブ・レビュー賞 2015 | アニメーション映画賞                               | 受賞       |
| 2015年 | ナショナル・ボード・オブ・レビュー賞 2015 | 作品賞トップ10                                     | 入賞       |
| 2015年 | 第81回ニューヨーク映画批評家協会賞        | アニメーション映画賞                               | 受賞       |
| 2015年 | 第4回ボストン・オンライン映画批評家協会賞 | アニメ映画賞                                       | 受賞       |
| 2015年 | 第41回ロサンゼルス映画批評家協会賞        | アニメ映画賞                                       | 次点       |
| 2015年 | 第36回ボストン映画批評家協会賞            | アニメ映画賞                                       | 受賞       |
| 2015年 | 第19回オンライン映画批評家協会賞          | アニメ映画賞                                       | 受賞       |
| 2015年 | 第19回オンライン映画批評家協会賞          | 作品賞                                             | ノミネート |
| 2015年 | 第19回オンライン映画批評家協会賞          | オリジナル脚本賞                                   | ノミネート |
| 2015年 | 第19回トロント映画批評家協会賞            | アニメーション映画賞                               | 次点       |
| 2015年 | AFIアワード 2015                          | 映画部門                                           | 受賞       |
| 2016年 | 第20回カプリ・ハリウッド国際映画祭        | アニメ映画賞                                       | 受賞       |
| 2016年 | 第73回ゴールデングローブ賞                | アニメ映画賞                                       | 受賞       |
| 2016年 | 第21回クリティクス・チョイス・アワード    | アニメーション映画賞                               | 受賞       |
| 2016年 | 第27回アメリカ製作者組合賞                | アニメーション映画部門                             | 受賞       |
| 2016年 | 第43回アニー賞                            | 作品賞                                             | 受賞       |
| 2016年 | 第43回アニー賞                            | 監督賞                                             | 受賞       |
| 2016年 | 第43回アニー賞                            | 声優賞                                             | 受賞       |
| 2016年 | 第43回アニー賞                            | 音楽賞                                             | 受賞       |
| 2016年 | 第43回アニー賞                            | 美術賞                                             | 受賞       |
| 2016年 | 第43回アニー賞                            | 脚本賞                                             | 受賞       |
| 2016年 | 第43回アニー賞                            | キャラクターデザイン賞                             | 受賞       |
| 2016年 | 第43回アニー賞                            | 絵コンテ賞                                         | 受賞       |
| 2016年 | 第43回アニー賞                            | 編集賞                                             | 受賞       |
| 2016年 | 第43回アニー賞                            | キャラクターアニメーション賞（長編アニメーション） | 受賞       |
| 2016年 | 第69回英国アカデミー賞                    | アニメーション賞                                   | 受賞       |
| 2016年 | 第52回アメリカ映画音響協会賞              | 長編アニメ映画部門                                 | 受賞       |
| 2016年 | 第20回サテライト賞                        | アニメーション・ミックスメディア映画賞             | 受賞       |
| 2016年 | 第20回サテライト賞                        | 脚本賞                                             | ノミネート |
| 2016年 | 第88回アカデミー賞                        | 長編アニメーション賞                               | 受賞       |
| 2016年 | 第88回アカデミー賞                        | 脚本賞                                             | ノミネート |
| 2016年 | 第63回ゴールデン・リール賞                | 映画（英語または外国語）アニメ部門                 | 受賞       |
| 2016年 | エンパイア賞 2016                         | アニメ映画賞                                       | 受賞       |
| 2016年 | 2016 キッズ・チョイス・アワード           | お気に入りのアニメ映画                             | 未決定     |

## 訴訟問題
本作をめぐって、以下の様に少なくとも3件の訴訟問題が発生している。
2017年6月、ミネソタ州の小児心理学者のデニーズ・ダニエルズは、「インサイド・ヘッド」が自身の「The Moodsters」というプロジェクトに対して著作権侵害だとしてディズニーとピクサーに対して訴訟を起こしたが、2018年1月に判事フィリップ・S・グティエレスはダニエルズ側の主張を棄却し、ダニエルズはアメリカ合衆国第9巡回区控訴裁判所に訴訟を持ち込んだが、「DC Comics v Mark Towle 事件」と同様に材料不十分だとして2020年3月に棄却された。
2018年、デイモン・ポウシアンが自身の短編作品である「Inside Out」（「インサイド・ヘッド」の原題も「Inside Out」である）の盗作として訴訟を起こした。
この他にも、ネバダ州の児童発育専門家カーラ・J・マスターソン、「インサイド・ヘッド」が自身のプログラムの盗作だとして訴訟を起こしている

## テレビ放映
| 回数 | 放送局     | 放送枠          | 放送日        | 放送時間    | 放送分数 | 平均世帯 視聴率 | 備考 | 出典   |
| ---- | ---------- | --------------- | ------------- | ----------- | -------- | --------------- | --- | ------ |
| 1    | 日本テレビ | 金曜ロードSHOW! | 2017年6月16日 | 21:00-22:54 | 114分    | 8.3%            | 地上波初放送。 本編終了後には特別短編として字幕版短編エピソードが放送された。                                                            |        |
| 2    | フジテレビ | 土曜プレミアム  | 2024年8月3日  | 21:45-23:40 | 115分    | 3.9%            | インサイド・ヘッド2の公開を記念して放送。 『パリオリンピック バレーボール女子第3戦 日本×ケニア』の中継のため、放送開始時間を繰り下げた。 | [ 49 ] |

短編エピソード
- ムカムカ”5秒ルール”（“We are not eating that”）
- ヨロコビ”とっさの判断”
- カナシミ”泣こう”

## トピックス
ライリーの嫌いな食べ物は、字幕版は「ブロッコリー」だが、日本語吹替版では「ピーマン」になっている。これは、子供が嫌いな食べ物がアメリカではブロッコリーが定番だが、日本はピーマンやニンジンが定番のためで、製作のディズニーによると、「日本の観客に本作を自分の物語として楽しんでもらいたい」という意図から変更されている。また、その意図から感情たちの役名も日本語版をはじめ世界42言語版で、それぞれの「感情」を表す言葉が役名に付けられている。
日本では本作の公開直前に同名の漫画を原作にした実写映画『脳内ポイズンベリー』が公開されており、設定や雰囲気が似ていると話題になった。感情などを表すキャラクターが議論をする脳内を描いた作品は、ディズニー製作のものに限っても短編アニメ『Reason and Emotion』（1943年）やテレビドラマ『Herman's Head』（1991年）などが存在し、特に前者については、ピート・ドクター監督がインスピレーションを受けた作品の1つであるとインタビューで語っている。
日本では劇場公開時に本編上映前に、事前に募集した一般人の写真が主題歌「愛しのライリー」に合わせてスライドショーされるという「"あなたの物語"キャンペーン」が実践された。この映像はDVDには収録されておらず、劇場公開時に映画館のみでしか見ることができなかった。
2001年に公開された『モンスターズ・インク』に登場する少女・ブーの声が、幼少期のライリーの声として一部再利用されている。そのため、本作のエンドロールにてブーの声優であるメアリー・ギブスの名前が記載されている。

## スピンオフ
2024年12月11日、スピンオフ短編シリーズがDisney+にて配信予定。
ライリーの夢を形作る映画スタジオ"ドリーム・プロダクション"を描いた作品となる。